# Сельское поселение Просвет
Сельское поселение Просвет — муниципальное образование в Волжском районе Самарской области.
Административный центр — посёлок Просвет.

## Административное устройство
В состав сельского поселения Просвет входят:
- посёлок Просвет,
- посёлок Домашкины Вершины,
- посёлок Пахарь.

## Население
| 2010  | 2012  | 2013  | 2014  | 2015  | 2016  | 2017  | 2018  | 2019  |
| ----- | ----- | ----- | ----- | ----- | ----- | ----- | ----- | ----- |
| 3054  | ↗3061 | ↘3058 | ↗3066 | ↗3104 | ↗3137 | ↘3123 | ↗3131 | ↘3126 |
| 2020  | 2021  |       |       |       |       |       |       |       |
| ↗3128 | ↘2856 |       |       |       |       |       |       |       |